# 오라데아

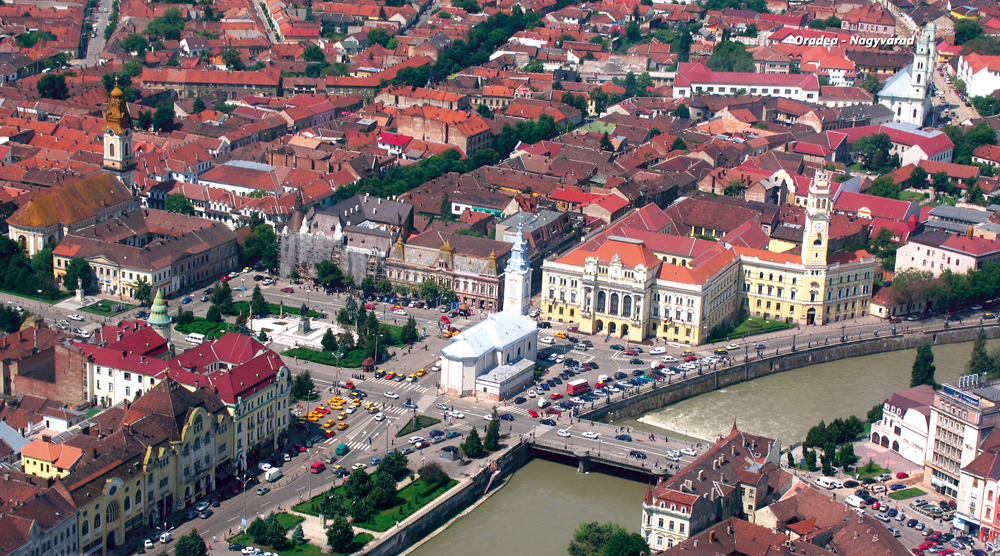

오라데아(루마니아어: Oradea, 헝가리어: Nagyvárad 너지바러드[*], 독일어: Großwardein 그로스바르다인[*])는 루마니아 트란실바니아에 위치한 상업 도시로, 비호르 주의 주도이다. 2002년에 집계한 인구는 206,527명이고, 도시권 지역 전체는 약 22만 명 정도이다. 오라데아는 루마니아에서 가장 번창하고 있는 도시 중의 하나이다.

## 위치
오라데아는 루마니아 북서부 트란실바니아 지방과 비호르 주에 위치해 있다. 헝가리 국경에 가까이 있으며, 크리슐레페데 강을 끼고 있다.

## 역사
오라데아에 관한 최초의 기록은 라틴어 이름인 "바라디눔(Varadinum)"으로, 1113년에 있었다. 1241년에는 몽골 타타르 족의 공격을 막기 위해 오라데아 성을 보수했다는 기록이 있다. 오라데아 성벽의 일부는 현재 유적으로 남아 있다. 오라데아가 도시로 성장하게 된 것은 16세기부터이다. 1700년대에 비엔나의 기술자 프랑츠 안톤 힐레브란트가 바로크 양식으로 도시를 설계했고, 1752년부터 로마 가톨릭교회의 성당, 무제우르 처리이 크리슈우릴로르(Muzeul Ţării Crişurilor - 크리슈 지방의 박물관)과 같은 주요 건물은 1752년부터 들어서기 시작했다.

## 경제
오라데아는 헝가리 국경과 가까워 서유럽과의 관문도시로 발달하여 오랫동안 루마니아에서 가장 번영하고 있는 도시 중 하나이다. 1989년부터는 소비자를 위해 공업은 물론이고 상업을 발달시키는 큰 개혁을 진행했다.
오라데아의 실업률은 6.0%로, 루마니아 전체 실업률보다는 약간 낮지만 비호르 평균인 2%보다는 높다. 비호르 인구의 34.5%를 차지하는 오라데아는 비호르 전체 생산량의 63%를 생산하고 있다. 가구, 직물과 의류, 신발과 식품이 주 생산품이다.
2003년에는 오라데아에 최초로 큰 쇼핑센터인 로터스 마켓이 들어섰다.

## 민족

### 과거
- 1910: 69,000 (루마니아족: 5.6%, 머지어르족(헝가리족): 91.10%)
- 1920: 72,000 (루: 5%, 마: 92%)
- 1930: 90,000 (루: 25%, 마: 67%)
- 1966: 122,634 (루: 46%, 마: 52%)
- 1977: 170,531 (루: 53%, 마: 45%)
- 1992: 222,741 (루: 64%, 마: 34%)

### 현재
2002년에 집계한 민족 별 인구분포는 다음과 같다.
- 루마니아족: 145,295 (70.4%)
- 머지어르족: 56,830 (27.5%)
- 로만족: 2,466 (1.2%)
- 게르만족: 566 (0.3%)
- 슬로바키아족: 477 (0.2%)
- 유대족: 172
- 우크라이나족: 76
- 불가리아족: 25
- 러시아족: 25
- 세르비아족: 17
- 체코족: 9
- 투르크족: 9

## 카르티에레
오라데아는 카르티에레(cartiere)라고 불리는 구역으로 나뉜다.
- 첸트루 오라데아 (Centru Oradea - 시 중심부)
- 비에 (Vie)
- 누퍼루르 (Nufărul)
- 로제리우스 (Rogerius)
- 벨렌차 (Velenţa)
- 칸타미르 (Cantamir)
- 이오샤 (Ioşia)

## 기후
| Oradea의 기후                                 | Oradea의 기후 | Oradea의 기후 | Oradea의 기후 | Oradea의 기후 | Oradea의 기후 | Oradea의 기후 | Oradea의 기후 | Oradea의 기후 | Oradea의 기후 | Oradea의 기후 | Oradea의 기후 | Oradea의 기후 | Oradea의 기후 |
| 월                                            | 1월           | 2월           | 3월           | 4월           | 5월           | 6월           | 7월           | 8월           | 9월           | 10월          | 11월          | 12월          | 연간          |
| --------------------------------------------- | ------------- | ------------- | ------------- | ------------- | ------------- | ------------- | ------------- | ------------- | ------------- | ------------- | ------------- | ------------- | ------------- |
| 일평균 최고 기온 °C (°F)                      | 1.4 (34.5)    | 4.7 (40.5)    | 10.7 (51.3)   | 16.9 (62.4)   | 22.1 (71.8)   | 24.9 (76.8)   | 27.1 (80.8)   | 26.8 (80.2)   | 23.0 (73.4)   | 17.1 (62.8)   | 9.3 (48.7)    | 3.4 (38.1)    | 15.6 (60.1)   |
| 일평균 최저 기온 °C (°F)                      | −5.2 (22.6)   | −2.7 (27.1)   | 1.0 (33.8)    | 5.5 (41.9)    | 10.1 (50.2)   | 12.9 (55.2)   | 14.2 (57.6)   | 13.9 (57.0)   | 10.8 (51.4)   | 5.9 (42.6)    | 1.9 (35.4)    | −2.4 (27.7)   | 5.5 (41.9)    |
| 평균 강수량 mm (인치)                         | 39.5 (1.56)   | 30.3 (1.19)   | 36.5 (1.44)   | 44.9 (1.77)   | 63.4 (2.50)   | 90.5 (3.56)   | 69.1 (2.72)   | 55.2 (2.17)   | 39.9 (1.57)   | 37.9 (1.49)   | 46.6 (1.83)   | 49.4 (1.94)   | 603.2 (23.74) |
| 출처: Administrația Natională de Meteorologie |               |               |               |               |               |               |               |               |               |               |               |               |               |

## 자매 도시
- 헝가리 데브레첸 (1992년)
- 스웨덴 린셰핑 (1996년)
- 스페인 코슬라다 (2005년)
- 이스라엘 Giv'atayim (2005년)
- 이탈리아 만토바 (2005년)
- 프랑스 세이라트 (2008년)